# Mesosetum bifarium
Mesosetum bifarium là một loài thực vật có hoa trong họ Hòa thảo. Loài này được (Hack.) Chase mô tả khoa học đầu tiên năm 1911.